# Massey-Harris

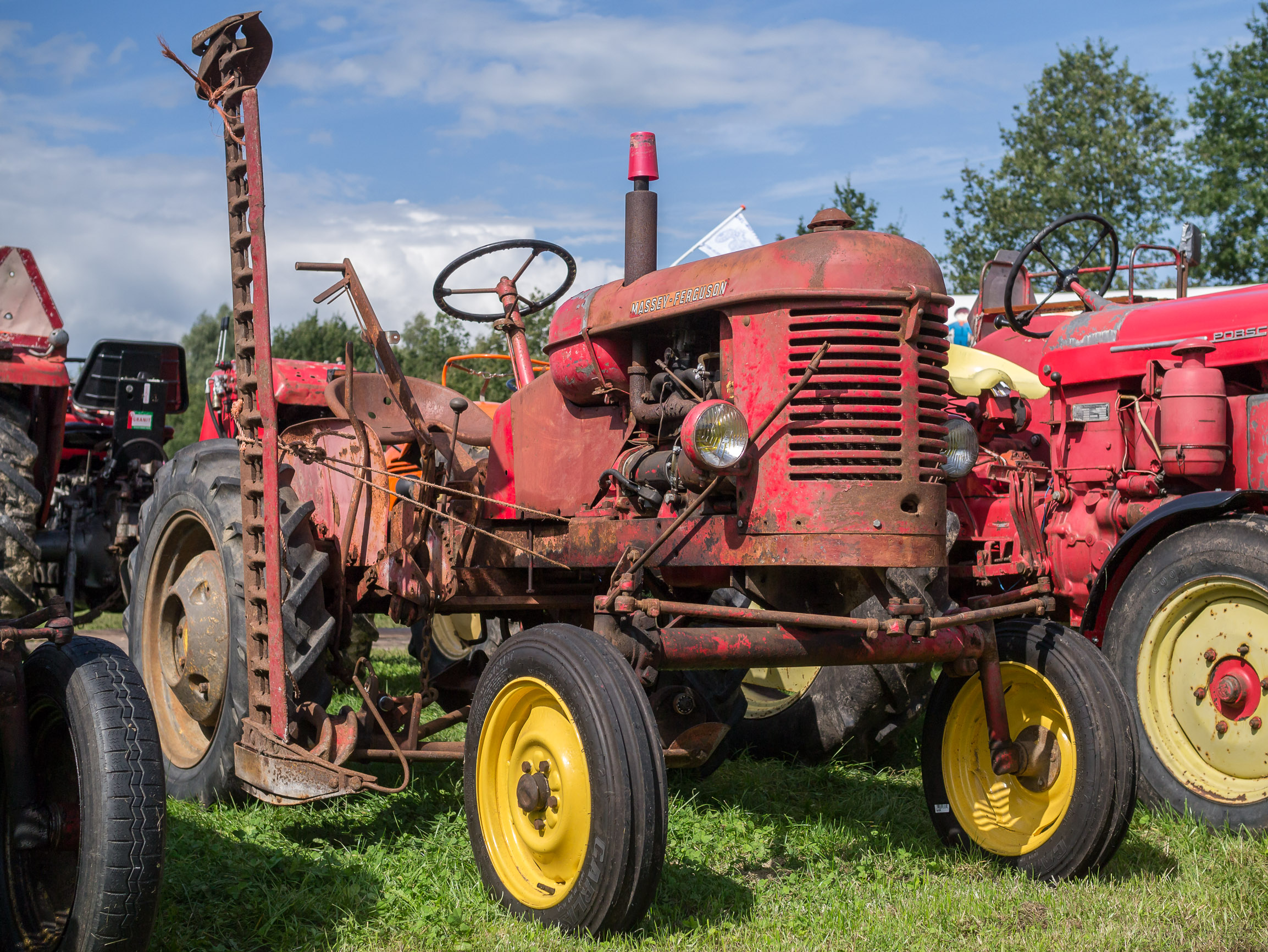
Massey Harris Pony

Massey-Harris is een tractormerk en bestaat tegenwoordig alleen nog maar als oldtimers.
Het merk produceert sinds de fusering in 1953 agrarische machines onder de naam Massey Ferguson. Het is in 1847 in Newcastle, Ontario Canada, op gericht. Massey-Harris werd opgericht door Daniël Massey als de "Newcastle Foundry and Machine Manufactory".
In 1891 fuseerde de "Newcastle Foundry and Machine Manufactory" met A. Harris, Son & Co. Ltd. tot Massey-Harris Co. En in 1953 fuseerde het bedrijf met the Ferguson Company tot Massey-Harris-Ferguson, voordat ze uiteindelijk overgingen op de huidige naam Massey Ferguson in 1958. Maar het bedrijf begon al snel financieel te dalen. Geconfronteerd met toenemende internationale concurrentie en een afnemende agrarische sector in belang, kreeg het bedrijf het moeilijk.